# Réseau Oranais de l'État
La Réseau Oranais de l'État (in italiano, Rete oranese dello Stato) è il nome attribuito ad una rete ferroviaria, costruita dallo Stato francese tra il 1916 e il 1927 nella regione di Orano, in Algeria. 

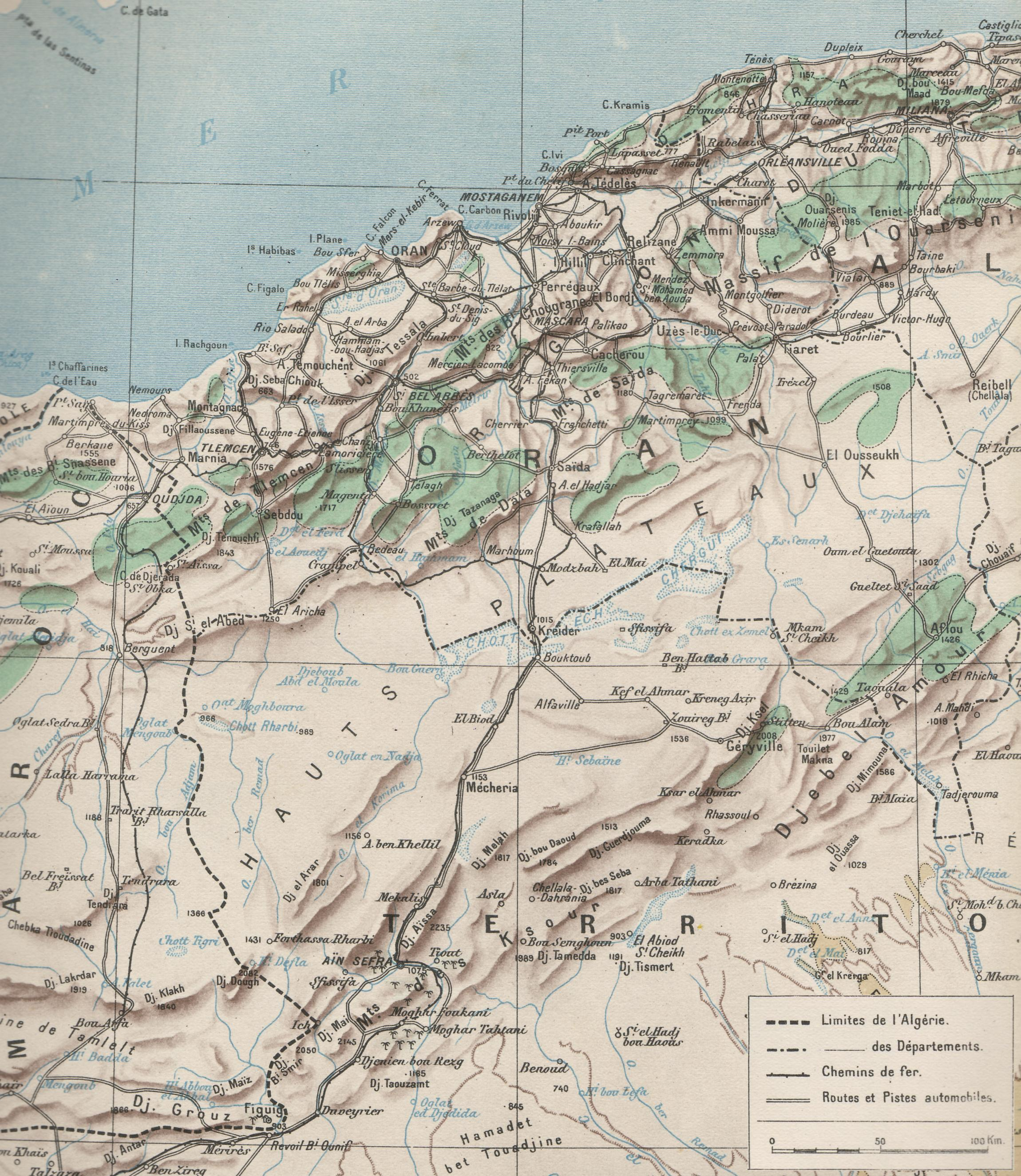
Ferrovie della regione di Orano

La rete venne costruita a completamento di quanto parzialmente realizzato dalla fallita Compagnie franco-algérienne; la compagnia scomparve in seguito alla legge 12 dicembre 1900 che demandava la gestione della rete all'Administration des chemins de fer de l'État. 
La rete ex-FA, da allora, prese il nome di Réseau Oranais de l'État; la legge 9 aprile 1903 ratificò infine la convenzione tra il Ministro dei lavori pubblici francese e la "Compagnie" per il riscatto delle linee. 
Successivamente la rete oranese fu inglobata nella rete ferroviaria della Compagnie des chemins de fer algériens de l'État.
Le linee, tutte a scartamento ridotto 1055 mm, vennero costruite a tratte e aperte tra il 1916 e il 1927. Vennero tutte dismesse entro il 1954 tranne la Béchar–Kenadsa, di 21,8 km, convertita a scartamento normale il 30 gennaio 1942 e la Tiaret–Dahmouni (prolungamento della Mostaganem - Tiaret).

## Linee costruite a scartamento ridotto
- Linea Relizane – Mechraa Sfa (soppressa il 27 marzo 1954):

tratta Relizane – Zemmora, lunga 22,6 km, aperta il 30 giugno 1916,
tratta Zemmora –  Mechraa Sfa, di 59,8 km, aperta 15 luglio 1925.
- Linea Sidi-Bel-Abbès – Tizi (soppressa il 27 marzo 1954):

tratta Sidi-Bel-Abbès – Mercier-Lacombe: di 40,4 km, aperta il 3 agosto 1919,
tratta Moulin-Cournut – Tizi: di 15,7 km, aperta il 6 dicembre 1919,
tratta Mercier-Lacombe – Moulin-Cournut: di 25,5 km, aperta in maggio 1926.
- Linea Mascara - Uzès-le-Duc (soppressa il 27 marzo 1954):

tratta Mascara - Palikao: di 21,7 km, aperta nel 1925,
tratta Palikao – Uzès-le-Duc: di 43,8 km, aperta il 15 maggio 1927.
- Linea Tlemcen – Béni Saf: di 67,9 km, aperta il 15 dicembre 1924, soppressa il 5 ottobre 1947.

- Linea Béchar – Kenadsa: di 21,8 km, aperta in febbraio 1918, (prolungamento della Arzeu - Ain Sefra - Béchar), convertita a scartamento normale il 30 gennaio 1942.
- Linea Tiaret – Dahmouni: di 17,2 km, aperta il 15 marzo 1921, (prolungamento della Mostaganem - Tiaret)